# Strada Nicolae Mavrogheni
Strada Nicolae Mavrogheni este situată în centrul istoric al municipiului București, în sectorul 3.  

## Descriere
Strada este orientată de la vest spre est și se desfășoară pe o lungime de 115 de metri între bulevardul Ion C. Brătianu și strada Sarmizegetusa.

## Legături externe
- Strada Nicolae Mavrogheni pe hartă, www.openstreetmap.org
- Strada Nicolae Mavrogheni pe Flickr.com
- Strada Nicolae Mavrogheni pe Google maps - street view